# سفين توفت
سفين توفت مواليد 9 مايو 1977 في كندا، هو دراج كندي في صنف سباق الدراجات على الطريق. شارك في دورة الألعاب الأولمبية الصيفية. حقق المركز الثالث في بطولة العالم لسباق الدراجات على الطريق في سنة 2012.

## الميداليات
| الميدالية | المسابقة                                    |
| --------- | ------------------------------------------- |
| برونزية   | بطولة العالم لسباق الدراجات على الطريق 2012 |

## روابط خارجية
- سفين توفت على موقع الاتحاد الدولي للدراجات (الإنجليزية)
- سفين توفت على موقع أرشيف الدراجات (الإنجليزية)
- سفين توفت على موقع إحصائيات الدراجات الإحترافية (الإنجليزية)
- سفين توفت على موقع نسبة الدراجات (الإنجليزية)
- سفين توفت على موقع CycleBase (الإنجليزية)
- سفين توفت على موقع أوليمبيديا (الإنجليزية)
- سفين توفت على موقع اتحاد ألعاب الكومنولث (مؤرشف) (الإنجليزية)
- سفين توفت على موقع دورة ألعاب الكومنولث 2006 (مؤرشف) (الإنجليزية)
- سفين توفت على موقع دورة ألعاب الكومنولث 2006 (مؤرشف) (الإنجليزية)